# 정하경
정하경(鄭夏鏡, 1957년 8월 24일 ~ , 서울)은 대한민국의 공무원이다.

## 학력
- 1976년: 경성고등학교 졸업
- 1980년: 서울대학교 영어교육학 학사
- 1982년: 서울대학교 행정대학원 수료
- 1989년: 인디애나대학교 대학원 행정학 석사

## 경력
- 제22회 행정고시 합격
- 총무처 인사기획과장
- 중앙인사위원회 인사정책심의관
- 중앙인사위원회 고위공무원지원단장
- 중앙인사위원회 정책홍보관리실장
- 행정안전부 조직실장
- 행정안전부 정보화전략실장
- 2009년 12월 ~ 2010년 8월: 특임차관
- 2011년: 개인정보보호위원회 상임위원(차관급)
- 2013년 ~ 2016년 5월: 개인정보보호위원회 위원장(장관급)

| 전임 (초대) | 초대 특임차관 2009년 10월 13일 ~ 2010년 8월 13일 | 후임 김해진 |

| 전임 (초대) | 초대 개인정보 보호위원회 상임위원 2011년 9월 30일 ~ 2013년 4월 18일 | 후임 전충렬 |

| 전임 박태종 | 제2대 개인정보 보호위원회 위원장 2013년 5월 30일 ~ 2016년 5월 29일 | 후임 이홍섭 |